# Atentado en Damasco de julio de 2012
El atentado en Damasco de julio de 2012 tuvo lugar en la sede de la Dirección de Inteligencia Militar en la Plaza Rawda, en Damasco, matando e hiriendo a varios altos cargos militares y funcionarios de seguridad del gobierno de Bashar al-Asad. Entre los fallecidos se encontraba el ministro de Defensa sirio. y el viceministro de Defensa. El incidente ocurrió durante la Guerra Civil Siria, y es considerado como uno de los eventos más notables que afectan al conflicto. La televisión estatal informó que había sido un ataque suicida, mientras que la oposición aseguró que se perpetró mediante una bomba detonada por control remoto.

## Atentado
El ataque, acaecido durante una reunión de ministros y varios jefes de agencias de seguridad, tuvo como resultado la muerte del Ministro de Defensa, el General Dawoud Rajiha. También murieron Assef Shawkat, cuñado del Presidente Bashar al-Asad y Viceministro de Defensa, y el General Hasan Turkmani, asistente del vicepresidente. Se informó que Hafez Makhlouf, jefe de investigaciones en la Agencia de Inteligencia Siria, había muerto. Sin embargo, también se reportó que Makhlouf solo había sido herido.
El jefe de la seguridad nacional y la inteligencia del país, Hisham Ikhtiyar, fue mortalmente herido. Los informes respecto al estado del ministro del interior Mohammad al-Shaar se contradecían. Inicialmente se informó que había muerto, aunque más tarde la televisión estatal reportó que había sobrevivido con heridas. Otros informes indicaban que se encontraba en condición estable. Más tarde, Al Jazeera informó que Al-Shaar había muerto. Mohammed Saeed Bekheitan, el secretario nacional del Partido Baaz, también resultó herido en el atentado. Press TV proporcionó información conflictiva, indicando que Hisham Ikhityar había fallecido en el atentado y que Mohammad al-Shaar había sido herido. El 20 de julio, la muerte de Hisham Ikhtiyar fue confirmada por las autoridades sirias.

## Víctimas

### Muertos
- General Assef Shawkat, cuñado del Presidente Bashar al-Asad y viceministro de Defensa (muerto).
- General Dawoud Rajiha, ministro de Defensa.
- General Hasan Turkmani, asistente del Vicepresidente Farouk al-Sharaa y antiguo ministro de Defensa.
- General Hisham Ikhtiyar, director de la Oficina de Seguridad Nacional.

### Heridos
- General Maher al-Asad, hermano menor del Presidente Bashar al-Asad y comandante de la Guardia Republicana (perdió una pierna).[19][20]
- Coronel Hafez Makhlouf, Primo del Presidente Bashar al-Asad y Jefe de Investigaciones en la Dirección General de Seguridad.
- General Mohammad al-Shaar, ministro de Interior.
- General Mohammed Saeed Bekheitan, secretario Nacional Adjunto del Partido Baaz y antiguo Jefe de la Oficina de Seguridad Nacional.

## Perpetradores
El terrorista era aparentemente un guardaespaldas de uno de los asistentes de la reunión. La oposición, en cambio, aseguró que la causa de la explosión no fue un terrorista suicida, sino una bomba colocada en el interior del edificio y detonada por control remoto desde una distancia lejana. Tanto el grupo islamista Liwa al Islam («Brigada del Islam») como el Ejército Libre Sirio se adjudicaron la responsabilidad del atentado. Louay al-Mokdad, el coordinador logístico del Ejército Libre Sirio, indicó que el ataque había sido perpetrado por un grupo de miembros del ELS en coordinación con varios conductores y custodios trabajando para funcionarios de alto rango del gobierno. Otros, como Robert Fisk, corresponsal jefe en Oriente Medio de The Independent, especularon que el atentado había sido realizado por fuerzas externas al país, como Arabia Saudí, Catar o alguna otra organización.
Además, se informó que los dos explosivos, uno hecho con 11 kg de TNT, y otro más pequeño de explosivo plástico C-4, habían sido colocados en la sala de la reunión días antes por una persona que trabajaba para Hisham Ikhtiyar.

## Reacciones

### En Siria
Aunque no hubo comunicados oficiales del propio presidente Asad, la televisión siria dijo tras el ataque que un decreto suyo nombraba al General Fahd Jassem al-Freij, exjefe del Estado Mayor, como el nuevo ministro de defensa. La televisión estatal siria indicó que el ataque había sido perpetrado por terroristas apoyados desde el extranjero. Las fuerzas armadas del país anunciaron en un comunicado que Siria estaba «determinada a enfrentarse a todas las formas de terrorismo y a cortar cualquier mano que perjudicase la seguridad nacional.»
El 19 de julio de 2012, la televisión estatal siria emitió imágenes del presidente Asad en el Palacio Presidencial en Damasco, poniendo fin a la especulación generada por su silencio tras el ataque contra su círculo interno el día anterior. En las imágenes emitidas por la televisión, Asad aparecía con traje azul, recibiendo al nuevo ministro de Defensa, Fahd Jassem al-Freij, tras la ceremonia de toma de posesión. Según el periódico israelí Haaretz, las imágenes pretendían transmitir el mensaje de que Asad estaba vivo, bien, y seguía firmemente en control. El anuncio decía que Asad deseaba buena suerte al nuevo ministro de defensa, pero no indicaba a donde había tenido lugar la ceremonia. Tampoco se mostraron fotos ni videos de la misma, al contrario de como se haría normalmente.

### Internacionales
- Irán — El Ministro de Asuntos Exteriores condenó el atentado, añadiendo que «la única forma de resolver la crisis actual en Siria es mediante el diálogo.»[28]
- Israel — El Ministro de Defensa, Ehud Barak, convocó con urgencia a los oficiales de inteligencia y seguridad para discutir las posibles consecuencias de la deteriorada situación en Siria, incluyendo el Jefe del Estado General de las FDI, Teniente General Benny Gantz, y los jefes del Mando Norte, el Departamento de Inteligencia Militar, la Dirección de Planificación y las diversas ramas de las Fuerzas de Defensa de Israel[29]
- Jordania — El Rey Abdalá II declaró que este asesinato a los miembros del círculo interno de Asad es un «golpe tremendo al régimen».[30]
- Líbano — El Ministro de Asuntos Exteriores libanés Adnan Mansour condenó el atentado de Damasco.[31]
- Rusia — El portavoz del Ministro de Exteriores Alexander Lukashevich dijo en un comunicado que «Moscú condena con firmeza el terrorismo en todas sus formas y manifestaciones. Confiamos en que los organizadores del acto terrorista de Damasco serán encontrados y castigados.»[32] El Secretario de Prensa del Presidente de Rusia Vladímir Putin, Dmitri Peskov, dijo que: «En general, el intercambio existente de opiniones muestra que las evaluaciones de la situación en Siria y las metas finales de regular [la violencia] para ambas partes coinciden.»[33]
- Sudáfrica — Sudáfrica condenó duramente el ataque e indicó que se opone a todas las formas de terrorismo y violencia.[34]
- Turquía — El primer ministro Recep Tayyip Erdoğan reaccionó negativamente a la explicación de Siria del evento.[35]
- Reino Unido — El primer ministro David Cameron dijo que Asad debería dimitir y añadió: «Es la hora de que el Concejo de Seguridad de las Naciones Unidas transmita un mensaje claro y duro en cuanto a sanciones, creo que en el Capítulo 7 de la ONU, y sea inequívoco al respecto.»[36] El Secretario de Exteriores William Hague dijo que «el incidente, que condenamos, confirma la necesidad urgente de una resolución del capítulo VII del Concejo de Seguridad de las Naciones Unidas en Siria.»[37]
- Estados Unidos — El Secretario de Defensa Leon Panetta dijo que el país «estaba perdiendo el control rápidamente», añadiendo que «la comunidad internacional debe presionar a Asad para que haga lo correcto, para que dimita y permita una transición pacífica».[33]
- Venezuela — El Ministro de Asuntos Exteriores condenó el atentado en Damasco e instó a las potencias extranjeras en contra de una intervención militar.[38]

### Organismos supranacionales
- Organización de las Naciones Unidas — El Secretario General de las Naciones Unidas Ban Ki-moon condenó duramente el ataque y recordó que «los actos de violencia cometidos por cualquier partido son inaceptables y una clara violación del plan de seis puntos.»[39]